# Diaphorocera sicardi
Diaphorocera sicardi es una especie de coleóptero de la familia Meloidae.

## Distribución geográfica
Habita en Marruecos, Argelia y Libia.